# Kapskedand
Kapskedand (Spatula smithii) är en fågel i familjen änder inom ordningen andfåglar som förekommer i södra Afrika.

## Utseende och läten
Kapskedanden mäter 51–53 centimeter på längden och har en stor skedformad näbb. Som adult har den vattrad gråbrun fjäderdräkt ochmörkorange ben. Som hos många andfåglar på södra halvklotet ser könen lika ut men hanen har ljusare huvud än honan, har ljusblå  arm som skiljs från den gröna vingspegeln av ett vitt band, och den har gult öga. Honans arm är grå. Bland lätena hörs kvackande och ihållande raspande ljud.

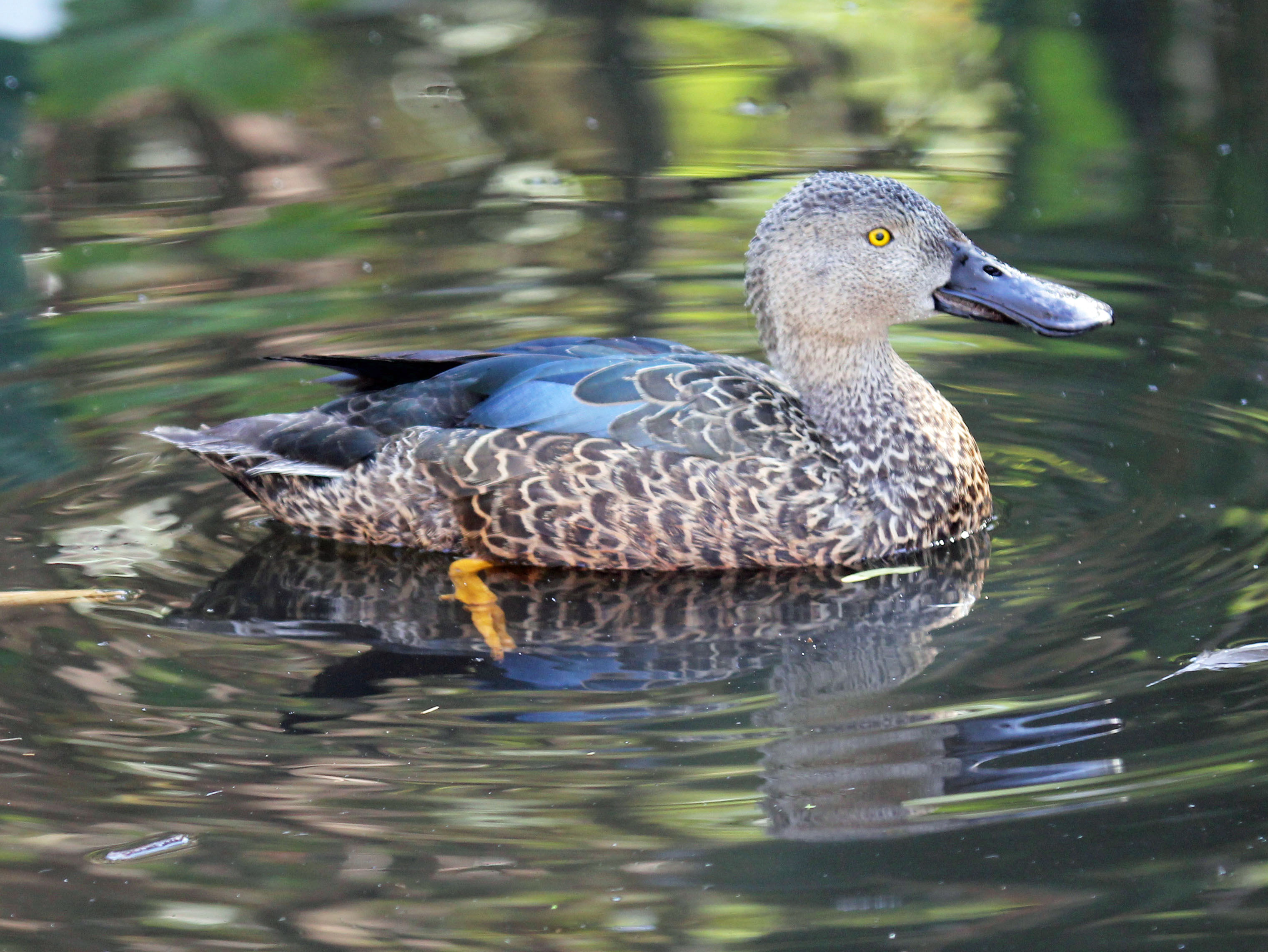
Hane.

## Ekologi
Kapskedanden trivs i grunda sötvattens- och bräckvattensmiljöer, som sjöar, våtmarker och översvämningsmarker utmed floder. Den kan också ses födosöka i vattenreningsdammar, saliner, tidvattensmiljöer samt sodasjöar. Arten undviker djupa sjöar, snabbströmmande floder och vattenreservoarer. Arten är en allätare och kan inta växtmaterial, men helst vattenlevande djur som mollusker, insekter, kräftdjur och grodyngel.
Kapskedanden har påträffats häcka året runt, i östra Sydafrika med en topp juli-september och i sydvästra Kapprovinsen augusti-december. Den häckar i par men kan samlas i grupper i områden där det råder brist på boplatser. Boet är en grund fördjupning i marken som den fodrar med växtmaterial och dun, och det placeras vanligtvis nära vatten. Honan lägger fem till tolv gräddfärgade ägg som hon ruvar själv, i 27-28 dagar.
Utanför häckningstid ses den i smågrupper, endast sällsynt i antal upp till 600 individer. Efter häckning ruggar de vuxna fåglarna och blir flygoförmögna i cirka 30 dagar. De söker under denna period skydd ute på stora öppna vattenytor.

## Utbredning och systematik
Fågeln förekommer främst i Sydafrika och mer lokalt längre norrut i Namibia, Botswana, Zimbabwe, södra Angola, Lesotho, Moçambique och Zambia. Den är huvudsakligen en stannfågel men kan genomföra lokala säsongsbundna förflyttningar. Den behandlas som monotypisk, det vill säga att den inte delas in i några underarter.

## Släktestillhörighet
Tillsammans med exempelvis skedand och blåvingad årta förs kapskedand numera oftast till släktet Spatula. Flera genetiska studier visar att dessa, liksom årta och gulkindad kricka står närmare ångbåtsänder i Tachyeres och sydamerikanska änderna i de monotypiska släktena Speculanas, Lophonetta och Amazonetta. Svenska BirdLife Sveriges taxonomikommitté följde efter 2022.

## Status och hot
Arten har ett stort utbredningsområde och en stor population, och tros öka i antal. Utifrån dessa kriterier kategoriserar internationella naturvårdsunionen IUCN arten som livskraftig (LC). Världspopulationen uppskattas till mellan 20 000 och 50 individer.

## Namn
Fågelns vetenskapliga artnamn hedrar Sir Andrew Smith (1797-1872), skotsk zoolog och etnolog som utforskade Sydafrika och blev första överintendent på Cape Town Museum.